# Прибенік
Прибенік (словац. Pribeník) — село в окрузі Требішов Кошицького краю Словаччини. Площа села 12,32 км². Станом на 31 грудня 2016 року в селі проживало 999 жителів.
В селі розміщені 3 церкви.

## Історія
Перші згадки про село датуються 1323 роком.

## Географія
Протікає Сомоторський канал.

## Населення
| Рік:            | 1994. | 2004.   | 2014.   | 2024.   |
| --------------- | ----- | ------- | ------- | ------- |
| Кількість осіб: | 946   | 958     | 1016    | 970     |
| Різниця:        |       | +1,26 % | +6,05 % | -4,52 % |

| Рік:            | 2023. | 2024.   |
| --------------- | ----- | ------- |
| Кількість осіб: | 958   | 970     |
| Різниця:        |       | +1,25 % |